# Zawady (Kamesznica)
Zawady – część wsi Kamesznica w Polsce, położona w województwie śląskim, w powiecie żywieckim, w gminie Milówka.
W latach 1975–1998 Zawady należały administracyjnie do województwa bielskiego.